# Crassispira pseudocarbonaria
Crassispira pseudocarbonaria is een slakkensoort uit de familie van de Pseudomelatomidae. De wetenschappelijke naam van de soort is voor het eerst geldig gepubliceerd in 2009 door Nolf.